# Ghiandole diaframmatiche bulbouretrali

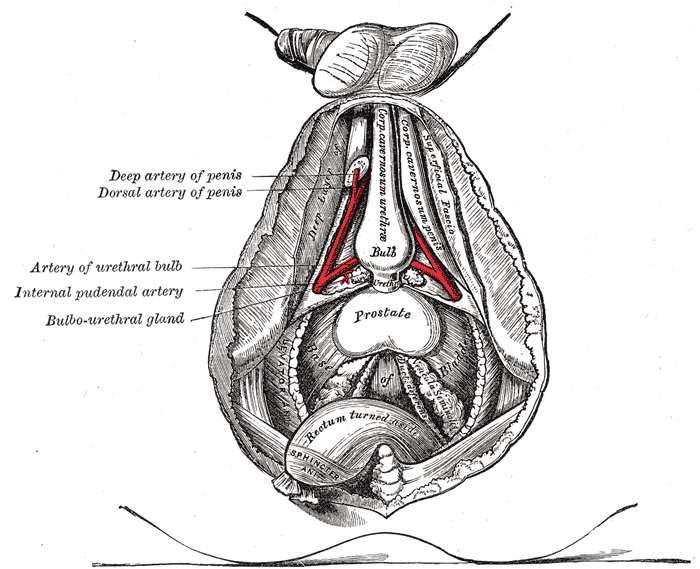
Al centro dello spaccato sono visibili le piccole e simmetriche ghiandole bulbouretrali.

Le ghiandole diaframmatiche bulbouretrali (o di Cowper), dette anche ghiandole uretraciniche, trigonali o membranose, sono due notevoli ghiandole parauretrali situate nel diaframma urogenitale, ai lati dell'uretra membranosa; i loro dotti parauretrali attraversano il diaframma e sboccano nell'ampolla uretrale, all'inizio dell'uretra bulbare.
Queste ghiandole appartengono al sistema di Cowper, di cui rappresentano le due strutture più rilevanti dopo le ghiandole accessorie, nonché alle ghiandole parauretrali accessorie dell'apparato urogenitale; il loro diametro ammonta in media a 10 mm, e la forma è lobulata. Costituite da grappoli (cluster) "a corallo ramificato" di ghiandole otricolari bulbouretrali, svolgono un importante ruolo nella produzione del liquido preseminale, nonché dell'antigene prostatico specifico (PSA) e di un potente secreto protettivo, il fattore antimicrobico di Cowper, che difende e sfiamma l'uretra maschile.
Nei cervi e nei suini, queste ghiandole sono estremamente voluminose e sviluppate, contribuendo anche all'eiaculazione.

## Nomi e classificazione

### Nomi
Le ghiandole diaframmatiche bulbouretrali sono anche indicate come ghiandole trigonali (dal trigono urogenitale), membranose (dall'omonimo segmento uretrale) e uretraciniche (dalle fibre muscolari uretraciniche del diaframma urogenitale). Raramente, si può trovare la dizione ghiandole minori di Cowper.

### Eponimo
Le ghiandole bulbouretrali nel loro complesso sono state studiate dell'anatomista inglese William Cowper. La distinzione delle ghiandole diaframmatiche risale però al secolo successivo, e non è contraddistinta da un eponimo specifico.

### Classificazione
Esistono numerose classificazioni possibili per queste ghiandole uretrali:
- Dal momento che queste ghiandole sono collocate relativamente vicino all'uretra (benché non siano contigue), ma i loro dotti sboccano in una sezione successiva della stessa, vengono classificate tra le ghiandole parauretrali esocrine o ghiandole uretrali profonde.[1][2]
- Nonostante la loro funzione sia quasi completamente esocrina (emissione del secreto nel canale uretrale attraverso i dotti di Cowper), svolgono anche una minimale attività endocrina, immettendo una piccola parte dell'antigene prostatico specifico (PSA) nel circolo sanguigno.[16][17][18]
- Appartengono alla categoria delle ghiandole lobulari tubulo-alveolari composte, poiché costituite da grappoli (urethral cluster) di ghiandole tubulo-otricolari bulbouretrali.[19][20][21]
- Poiché svolgono un importante ruolo nell'apparato urogenitale, sono anche incluse tra le principali ghiandole parauretrali accessorie.[22][23]

## Anatomia

### Descrizione generale
Le ghiandole diaframmatiche bulbouretrali sono situate entro i foglietti germinali del diaframma urogenitale, su entrambi i lati dell'uretra membranosa, ad una distanza di 3 – 7 mm dalla stessa.  Sono comprese entro il muscolo compressore dell'uretra dello sfintere uretrale esterno, circondate dalle fibre muscolari uretraciniche del diaframma. Sono in relazione lateralmente con il canale muscolare dell'uretra esterna, e nella parte mediana con il muscolo contralaterale dell'uretra. Benché adiacenti alla sezione membranosa (ultimo tratto dell'uretra prossimale), riversano il proprio secreto solo a livello dell'uretra bulbare, nella testa anteriore dell'ampolla uretrale, grazie ad un sistema di circa 12 - 30 dotti parauretrali riuniti in 2 - 6 canali maggiori paralleli e lunghi in genere 2,5 – 4 cm (con apici di 4,5 cm).

### Forma e dimensioni
Le ghiandole diaframmatiche sono più piccole di quelle accessorie, ma le loro dimensioni risultano comunque considerevoli. In media, nel giovane il loro diametro ammonta a 10 mm (con un intervallo di riferimento pari 6 – 13 mm), mentre nell'anziano tende ad essere superiore, a causa del naturale processo di ingrandimento cui le ghiandole sono sottoposte. Srotolando le ghiandole, la loro lunghezza può raggiungere i 12 cm. Nell'anziano non è raro osservare fenomeni di iperplasia, paragonabili a quelli che coinvolgono la prostata, ma meno frequenti.
I dotti parauretrali diaframmatici sono meno numerosi di quelli accessori, ma più lunghi e consistenti; superato il parenchima della ghiandola, si riuniscono in alcuni canali maggiori: da 1 a 3 per ciascuna ghiandola (in genere uno solo). La loro lunghezza ammonta in genere a 2,5 – 4 cm, con una media di 3 cm e massimi di 4,5 cm; ciascun canale maggiore ha un diametro di 0,7 - 1,1 mm, e perfora il diaframma urogenitale emergendo nella faccia inferiore dell'ampolla uretrale, presso gli orifizi dei dotti di Cowper.
Queste ghiandole sono paragonabili ad una piccola nocciola per forma e dimensioni, tuttavia, poiché la porzione superiore è lobulata verso l'alto (benché in modo meno evidente delle ghiandole accessorie), vengono talora assimilate ad una mela.

### Struttura generale
Ogni ghiandola bulbouretrale è avvolta da una capsula fibroelastica quasi sferica, nota come capsula bulbouretrale, paragonabile a quella che avvolge la prostata e con funzione protettiva. È interamente composta di fibre muscolari scheletriche: sono le stesse fibre che formano lo sfintere uretrale esterno (nello specifico, le fibre uretraciniche del compressore dell'uretra). L'epitelio prevalente che costituisce le ghiandole varia da cubico semplice a colonnare semplice. Dalla capsula partono dei setti rigidi che delineano decine di zone, attraversate dai tubuli e dai dotti parauretrali, ognuna delle quali contiene una singola ghiandola otricolare (cisterna). Si possono definire le ghiandole diaframmatiche come strutture composite, costituite da grappoli (cluster) di ghiandole otricolari bulbouretrali, ognuna delle quali è contenuta in una regione delineata dai setti.

### Suddivisione

#### Zone
Ciascuna delle quattro ghiandole bulbouretrali principali presenta una struttura complessa e composita, paragonabile a quella della prostata (sebbene più semplificata e in scala ridotta). Pertanto, è possibile distinguere alcune aree di rilievo:
- La zona centrale, simile ad un tronco di cono, è attraversata per tutta la sua lunghezza dai condotti parauretrali (che decorrono solo in questa porzione del tessuto ghiandolare bulbouretrale e sboccano nel calice dell'uretra).[40][41][42]
- La zona periferica o delle ghiandole periuretrali[43][44][45] è la porzione più consistente del tessuto ghiandolare, anch'essa a tronco di cono o a coppa, e costituisce circa il 75% del volume complessivo. Ricca di un denso stroma fibromuscolare, è in rapporto con tutte le altre regioni. La sua sporgenza verso l'alto, in direzione caudale, forma il lobo superiore della ghiandola, scarsamente accennato in queste ghiandole.[40][41][42]
- Lo stroma fibromuscolare anteriore costituisce gran parte della faccia anteriore; la sua forma è assimilabile ad un cuneo o ad un cono rovesciato.[40][41][42]

#### Lobi
Sebbene questa classificazione sia poco utilizzata, è possibile individuare quattro lobi prevalenti in ognuna delle quattro ghiandole di Cowper principali. Ogni lobo è determinato dalla diversa collocazione delle ghiandole otricolari, che delineano le seguenti porzioni:
- Lobo anteriore: la porzione anteriore della ghiandola. Completamente priva di ghiandole otricolari e dotti, è costituita soltanto da stroma fibromuscolare e dalle fibre muscolari uretraciniche del compressore uretrale.[46][47][48]
- Lobi laterali: le due porzioni laterali della ghiandola. Contigue fra loro e con il compressore dell'uretra, sono costituite per buona parte di ghiandole otricolari e dotti, e compongono la maggior parte della massa complessiva della ghiandola.[46][47][48]
- Lobo posteriore: la porzione antero-laterale dei lobi laterali, ove essi si riuniscono. Sebbene sia interamente compresa tra le fibre uretraciniche del diaframma urogenitale, può essere analizzata a distanza con l'esame digitale tramite il retto.[46][47][48]

### Struttura interna

#### Ghiandole e tubuli otricolari
Nel denso stroma fibromuscolare di ogni ghiandola si collocano numerose ghiandole parauretrali mucose, di ridotte dimensioni (circa 1 mm di diametro per 2 mm di altezza), chiamate ghiandole tubulo-otricolari bulbouretrali, o semplicemente ghiandole otricolari bulbouretrali. Appartengono alla categoria della ghiandole tubulo-otricolari ramificate, e la loro struttura è simile a quella delle ghiandole otricolari prostatiche o vescicolari, o delle ghiandole otricolari minori (presso l'utricolo prostatico), benché siano più piccole. La loro forma è nel complesso irregolarmente conica, a base periferica e apice rivolto verso l'uretra; si apre in direzione anticaudale.
Il numero di queste ghiandole è variabile; in genere, nel giovane le due ghiandole diaframmatiche presentano un sistema ramificato e labirintico di 12 - 30 dotti e ghiandole periuretrali, con una media di 20. Questo dato è comunque molto variabile da un individuo all'altro. Nell'anziano il numero delle ghiandole otricolari e dei relativi condotti tende a crescere, poiché le ghiandole bulbouretrali aumentano di volume e sono spesso soggette a fenomeni di iperplasia, con formazione di corpi amilacei (proprio come accade per la prostata).
Una caratteristica delle ghiandole otricolari bulbouretrali è che sono collegate fra loro da un complesso sistema di molti tubuli cavi, chiamati anche dotti minori, che formano una struttura fortemente ramificata e labirintica, paragonata da alcuni manuali ad un albero dai molti rami o ad un corallo. Ciascuna ghiandola è in realtà una struttura composita (lobulo), costituita da decine di microlobuli provvisti di minuscole papille, che riversano il proprio secreto in tanti piccoli tubuli che confluiscono nei più grandi condotti: i diverticoli tubulari od otricolari, dotti parauretrali, uno per ciascuna ghiandola. Questi canali corrispondono di fatto ai tubuli maggiori o dotti pre-eiaculatori, che attraversano il parenchima della ghiandola (cioè la zona periferica) fino all'esterno. Qui i dotti preseminali si avvicinano e si riuniscono in 1 - 3 canali maggiori (fasci o coppi) per ciascuna ghiandola diaframmatica, che proseguono fino al punto in cui essi sboccano tramite gli orifizi ampollari. Indipendentemente dalla ghiandola, il lume dei dotti periuretrali ha un'ampiezza molto variabile, mentre il contorno è irregolare.

#### Composizione epiteliale
I microlobuli sono costituiti da epitelio cilindrico, semplice o pseudostratificato, e sono avvolti da un plesso di capillari; soprattutto negli anziani, possono contenere aggregati di colloide di natura iperplastica, noti come corpi amilacei. Le cellule che li compongono hanno grandi nuclei basali sferici, e nella porzione apicale si ritrovano vescicole secretorie; tra le cellule secernenti, si trovano cellule neuroendocrine e adenomeri aberranti. I piccoli tubuli che si dipartono dai microlobuli sono rivestiti da un singolo strato di cellule epiteliali, di tessuto cilindrico semplice, mentre i dotti parauretrali di Cowper in cui essi confluiscono (diverticoli otricolari) sono costituiti da epitelio cilindrico a più strati; si evidenzia un duplice strato di cellule: cubiche nella porzione basale e cilindriche in quella laminare. Ciascun lobulo è inoltre circondato da una sottile membrana fibrosa nota come capsula lobulare bulbouretrale, mentre i dotti bulbouretrali sono avvolti da un sottile strato di epitelio ghiandolare colonnare, fintanto che attraversano lo stroma fibromuscolare interno. I 2 - 6 canali maggiori sono inoltre rivestiti da uno strato aggiuntivo di epitelio laminare semplice, con funzione protettiva.

### Dotti bulbouretrali diaframmatici
I dotti delle ghiandole diaframmatiche si riuniscono in 2 - 6 canali maggiori (in genere uno solo per ogni ghiandola), dall'ampio lume (0,7 - 1,1 mm) e molto lunghi (in genere 2,5 – 4 cm e fino a 4,5 cm, con una media di circa 3 cm) poiché devono attraversare tutti i foglietti germinali del diaframma urogenitale, sbucando dalla sua faccia inferiore per poi sboccare all'inizio dell'ampolla uretrale. Qui escono dal pavimento uretrale in modo simmetrico (ma disordinato) lungo la cervice dell'ampolla, riversando il proprio secreto nella faccia anteriore del calice uretrale. Le lacune uretrali di Morgagni formate dai dotti di Cowper prendono il nome di orifizi dei dotti bulbouretrali; sono spesso più consistenti delle lacune circostanti, soprattutto quando i dotti giungono in coppi, cui conseguono lacune più voluminose.
Nel caso siano presenti ghiandole bulbouretrali aberranti, i loro dotti tendono ad unirsi ai canali maggiori dei dotti diaframmatici, talora fondendosi con alcuni dotti per originare un tubulo di dimensioni maggiori.

## Funzione

### Pre-eiaculazione
Le ghiandole diaframmatiche, come tutte le ghiandole del sistema di Cowper, contribuiscono a produrre parte del liquido preseminale (detto anche pre-eiaculazione o liquido di Cowper - Littré). Questo secreto viene emesso durante la fase di eccitazione, e il suo volume è paragonabile a quello dello sperma, benché estremamente variabile da un individuo all'altro (da 0,5 ml a 14 ml, con una media di 2 - 5 ml). Ha il compito di:
- Lubrificare l'intera uretra, e soprattutto l'uretra peniena, per preparare il successivo passaggio del seme; vengono espulse varie mucoproteine che formano un velo di rivestimento.[33][66][67][68]
- Neutralizzare l'acidità delle urine ed innalzare sensibilmente il pH vaginale, rendendo così alcalino l'ambiente per non nuocere agli spermatozoi (il pH del liquido prespermatico è infatti compreso tra 8,1 e 9,1).[33][66][67]
- Favorire la risposta immunitaria in uretra e in generale nell'apparato urogenitale, grazie alla produzione ed emissione di numerose glicoproteine, incluso l'antigene prostatico specifico o PSA.[2][16][18]
- Emettere una soluzione antimicrobica per evitare infezioni urinarie durante e dopo il rapporto; questo è uno dei principali fattori per cui le infezioni della vescica (cistiti batteriche o fungine) sono molto più frequenti nel sesso femminile.[10][69][70][71][72] L'insieme delle sostanze antibatteriche e antimicotiche prende il nome di fattore antimicrobico di Cowper, e contiene rilevanti quantità di zinco libero e magnesio.[10][69][72][73][74] Altre sostanze antimicrobiche, e in minor parte antinfiammatorie, sono costituite da acido sialico, potassio, fosforo, rame e acido ialuronico.[75][76][77][78][79]

### Secrezioni costanti
Fuori dallo stato di eccitazione, le ghiandole otricolari bulbouretrali (e di conseguenza le ghiandole diaframmatiche stesse) svolgono la stessa funzione di tutte le ghiandole uretrali e parauretrali. Di conseguenza, le loro secrezioni (drenate costantemente attraverso i dotti parauretrali):
- Contribuiscono ad una costante lubrificazione dell'uretra peniena e dei dotti bulbouretrali stessi, emettendo mucoproteine.[33][62][63]
- Concorrono a proteggere il pavimento uretrale dall'acidità delle urine, evitandone l'irritazione grazie al deposito di uno strato protettivo di secrezioni mucose con funzione riepitelizzante.[80][81][82] Questo velo fa scivolare via anche gli scarti, ad esempio le cellule staccate con la desquamazione e lo smegma.[80][81][83]
- Potenziano la risposta immunitaria in uretra e in generale nell'apparato urogenitale, emettendo glicoproteine (tra cui spicca l'antigene prostatico specifico o PSA).[2][16][18]
- Contribuiscono a proteggere l'apparato urogenitale da infezioni urinarie (ad esempio uretriti, uretrocowperiti) attraverso l'emissione di peptidi con proprietà antimicrobiche, in particolare antibatteriche e (in minor parte) antimicotiche. Questo è uno dei principali fattori per cui le infezioni della vescica (cistiti batteriche o fungine) sono molto più frequenti nel sesso femminile.[11][69][70][71][72]

### Drenaggio
La presenza di un catetere nel maschio può limitare o impedire il naturale drenaggio del secreto delle ghiandole parauretrali, con il rischio di provocare infezioni (uretriti) che possono eventualmente ascendere attraverso i dotti parauretrali, fino ad infiammare le ghiandole stesse. Viene inoltre limitato fortemente l'apporto del fattore antimicrobico di Cowper e delle sostanze protettive, con il rischio di lasciare l'epitelio uretrale scoperto verso fenomeni infettivi o infiammatori.

## Composizione del secreto

### Fattore antimicrobico di Cowper
Il fattore antimicrobico di Cowper fa parte delle secrezioni note come fattore antimicrobico dell'uretra maschile: si tratta di sostanze emesse da tutte le ghiandole uretrali e periuretrali, sia costantemente sia attraverso le secrezioni sessuali, volte a proteggere e sfiammare l'uretra maschile.

#### Secrezione costante
Le analisi effettuate sulle secrezioni di natura non sessuale hanno mostrato la presenza di questi elementi:
- Zinco libero, presente in una quantità media di 640 microgrammi  / mL (280 - 1500 microgrammi / mL) nell'individuo sano; possiede notevoli proprietà antibatteriche e antimicotiche, nonché una discreta capacità antinfiammatoria.[69][72][73][95] Negli individui con infezione cronica a carico delle ghiandole bulbouretrali o con notevole iperplasia (specie negli anziani), la quantità di zinco viene ridotta anche sotto i 100 microgrammi / mL, aumentando il rischio di infezioni urinarie.[69][72][73][96][97]
- Magnesio, presente in una quantità media di 380 microgrammi / mL (100 - 750 microgrammi / mL) nell'individuo sano; mostra cospicue abilità antibatteriche e, in minor parte, antimicotiche.[98][99][100]
- Potassio, presente in una quantità media di 3000 microgrammi / mL nell'individuo sano; nonostante il volume considerevole, le sue proprietà antibatteriche, antimicotiche e antinfiammatorie sono inferiori a quelle di zinco e magnesio, pur svolgendo comunque un ruolo rilevante in questo campo.[101][102][103]
- Quantità meno rilevanti (sotto i 150 microgrammi / mL) di acido sialico, fosforo e acido ialuronico, con funzione antimicrobica e antinfiammatoria, sono presenti in questo fluido.[75][76][77][78][79]
- Sono rinvenibili anche tracce di rame puro che, nonostante il volume modesto (inferiore ai 40 microgrammi / mL), mostra proprietà antibatteriche molto notevoli; possiede anche proprietà antimicotiche e antinfiammatorie, ma di minore entità.[98][101][104][105]

Zinco, magnesio, fosforo, rame e acido ialuronico sono presenti in tutte le ghiandole uretrali, mentre l'acido sialico e il potassio si possono ritrovare (in quantità apprezzabili) solo nel fattore antimicrobico prostatico e vescicolare.

#### Liquido di Cowper - Littré
La porzione di secretio ex libidine prodotta dalle ghiandole bulbouretrali mostra in linea di massima le stesse componenti della secrezione costante (riportate nel paragrafo precedente), con alcune differenze in composizione e quantità:
- La quantità dello zinco libero è sensibilmente superiore, ammontando ad una media di 880 microgrammi  / mL (390 - 2000 microgrammi / mL) nell'individuo sano; lo stesso vale per il magnesio (490 microgrammi / mL), l'acido sialico (250 microgrammi / mL) e il rame puro (inferiore ai 60 microgrammi / mL).[76][106][107][108][109]
- Gli studi hanno rilevato anche microscopiche tracce d'argento puro (fortemente inferiori ai 10 microgrammi / mL), dotato di considerevoli proprietà antibatteriche.[101][110][111]

Il principale motivo di queste differenze va ricercato nel fatto che il rapporto comporta un elevato rischio di infezioni delle vie urinarie, a causa dei possibili traumi cui l'uretra è sottoposta e, soprattutto, del rischio di una trasmissione batterica: questo è molto evidente nel sesso femminile (la cui uretra non secerne alcun fattore antimicrobico), per cui l'infezione urinaria più comune è proprio la cistite postcoitale. Per contrastare il pericolo di infezioni, l'uretra maschile si avvale dunque del secreto emesso dalle ghiandole uretrali, le cui componenti aumentano in quantità e qualità nella secretio ex libidine, proprio con lo scopo di contrastare un passaggio batterico e ridurre al minimo il rischio di infezioni durante e dopo il rapporto. Gli studi dimostrano che l'efficacia antimicrobica e antinfiammatoria di questo secreto perdura per diverse ore dopo la sua emissione (fino a 24 ore in casi particolari), con un picco di attività nei minuti successivi all'espulsione e un effetto apprezzabile della durata di 4 - 6 ore.

### Fattore riepitelizzante
Un'altra importante funzione svolta dalle ghiandole di Cowper nel loro complesso è l'emissione di un secreto riepitelizzante; ancora una volta, si tratta di una sostanza emessa da tutte le ghiandole uretrali e periuretrali, costantemente o con le secrezioni sessuali, volta a proteggere l'uretra maschile. Oltre a salvaguardare il delicato pavimento uretrale dall'acidità delle urine (sia depositando un velo protettivo, sia grazie al proprio pH basico) queste sostanze sfiammano l'uretra e accelerano o favoriscono i processi di guarigione e cicatrizzazione delle ferite alla mucosa.

#### Composizione
La composizione del fattore riepitelizzante non varia particolarmente dalle secrezioni costanti al liquido di Cowper - Littré; include questi elementi:
- Mucina e numerose altre mucoproteine, con funzione protettiva e lubrificante per il pavimento uretrale.[33][66][67][68]
- Squalene, un lubrificante naturale rintracciabile anche nelle secrezioni vaginali e nel fegato, presente in quantità moderatamente basse (sotto 80 microgrammi / mL).[119][120][121]
- Bicarbonati, potassio e magnesio, volti a rendere alcalina la secrezione mucosa, per proteggere il pavimento uretrale e favorire la sopravvivenza degli spermatozoi in uretra e soprattutto nell'ambiente acido della vagina. Il pH di questo fluido varia infatti da moderatamente basico (8,1) a fortemente basico (finanche 9,1), ed innalza sensibilmente il pH vaginale.[33][66][67]
- Acido sialico e ialuronico, presenti in quantità moderate (sotto i 150 microgrammi / mL per le secrezioni comuni, oppure 250 nella pre-eiaculazione). Si caratterizzano per le spiccate proprietà riepitelizzanti, e facilitano la guarigione delle mucose danneggiate e infiammate; in particolare, consistenti livelli di acido ialuronico sono rintracciabili nell'urotelio e in altri tessuti del tratto urinario.[75][76][77][78][79]

### Altri elementi
Nel liquido di Cowper - Littré si possono rinvenire anche altri elementi, la cui funzione non può essere classificata secondo i precedenti criteri:
- Numerose glicoproteine, incluso l'antigene prostatico specifico o PSA, volte a potenziare la risposta immunitaria dell'uretra e dell'apparato urogenitale. Esattamente come avviene per il liquido seminale, la quantità di antigene emessa attraverso la pre-eiaculazione è notevolmente superiore a quella delle secrezioni costanti.[33][70][71][72][122] Inoltre, la funzione delle ghiandole di Cowper è quasi esclusivamente endocrina, poiché solo una quantità minima di antigene viene immessa nel circolo sanguigno.[70][71][72][122]
- Svariate proteine, tra cui spicca l'albumina, volte alla fluidificazione del seme sia in uretra sia nell'acido ambiente vaginale.[123][124][125]
- Diversi zuccheri, tra cui spicca il galattosio (finanche 900 microgrammi / mL), presente solo nella pre-eiaculazione e volto a nutrire gli spermatozoi che saranno successivamente emessi con l'eiaculazione vera e propria.[126][127][128]

#### Potenziali trasmissioni
Il fluido di Cowper - Littré, prodotto nel suo complesso da numerosissime ghiandole uretrali accessorie dislocate lungo l'intera uretra, di norma non contiene naturalmente spermatozoi, tuttavia raccoglie quelli emessi con le precedenti eiaculazioni e non espulsi dall'uretra. Pertanto, una possibilità di causare gravidanza è improbabile ma non può essere assolutamente esclusa.
Diversi studi hanno dimostrato la possibilità di questo fluido di veicolare infezioni sessualmente trasmissibili; in particolare, la sua probabilità di trasmettere il virus dell'HIV sembra perfino superiore a quella del liquido seminale vero e proprio. Questo fenomeno potrebbe derivare dal fatto che il liquido preseminale, a differenza dello sperma, non presenti un significativo fattore antivirale, che secondo le ricerche potrebbe inibire anche l'HIV.

## Clinica

### Patologie
Dal punto di vista clinico, tutte le ghiandole bulbouretrali sono significative per vari fenomeni di entità e incidenza molto variabili. Questi includono in particolare:
- Iperplasia: fenomeno che consiste nella moltiplicazione eccessiva delle cellule che compongono le ghiandole, aumentando il numero e le dimensioni delle ghiandole otricolari bulbouretrali e, di conseguenza, delle ghiandole diaframmatiche stesse. Possono formarsi corpi amilacei presso i diverticoli otricolari, il cui diametro può superare il millimetro.[19][37][53] L'iperplasia si verifica con relativa frequenza nella popolazione anziana e, benché di entità generalmente minore, è spesso paragonabile all'iperplasia prostatica benigna.[7][33][139][140]
- Infezione: le uretriti o parauretriti microbiche, sia ascendenti sia discendenti, possono estendersi alle ghiandole bulbouretrali, provocandone l'infiammazione e il rigonfiamento. Le ghiandole diaframmatiche sono leggermente più protette di tutte le altre, perché situate lontano dagli orifizi dei dotti di Cowper e separate da dotti lunghi 2,5 - 4,5 cm.[15][28][29] L'infezione può anche trasmettersi per passaggio dalle regioni circostanti (ad esempio lo sfintere uretrale esterno o l'uretra membranosa), in caso di membrana permeabile.[141][142][143] L'infezione di queste strutture prende il nome di uretrocowperite (o semplicemente cowperite). Se non trattata, può portare ad ascesso parauretrale e stenosi uretrale.[32][141][142][143]
- Cisti uretrale o parauretrale: è possibile che le ghiandole sviluppino edemi e neoformazioni cistiche, a seguito di infezioni o lesioni iatrogene. Non è raro che le cisti parauretrali si sviluppino dalle ghiandole otricolari, ma è più probabile che si formino nei dotti bulbouretrali, bloccandone il drenaggio fino al totale impedimento.[28][144][145] Questo fenomeno prende il nome di cisti del dotto di Cowper, ed è molto più frequente nelle ghiandole diaframmatiche, a causa delle cospicue dimensioni dei canali maggiori.[145][146][147]
- Siringocele: abnorme dilatazione cistica delle ghiandole o dei dotti di Cowper, di varia origine, spesso congenita; può portare a stenosi uretrale se non trattata.[29][148][149]
- Diverticolo uretrale o parauretrale: dilatazione anomala e sacciforme dell'uretra, sporgente o rientrante, dovuta alla dilatazione delle ghiandole e dei dotti uretrali, che provoca un prolasso della parete. Può essere singolo o multiplo, e tende a formarsi dalle lacune di Morgagni da cui sbucano i dotti stessi.[150][151][152]
- A livello dell'orifizio dei dotti uretrali possono formarsi masse cicatriziali (stenosi uretrale anulare o allungata, valvola uretrale) oppure depositarsi calcoli uretrali (primari se originati nella lacuna uretrale, secondari se provenienti dal dotto stesso o da altre regioni dell'apparato urogenitale).[153][154][155][156]
- Infiammazione: le cause di un processo flogistico sono molteplici, ma vengono in genere ricercate tra infezioni, iperplasia e traumi iatrogeni. La flogosi di queste strutture prende il nome di uretrocowperite (o semplicemente cowperite).[141][142][143]
- Neoplasie: le ghiandole bulbouretrali sono talora soggette a fenomeni neoplastici, sia benigni sia maligni, in particolare l'adenocarcinoma uretrale o parauretrale. Questi tumori possono insorgere sia dalle ghiandole otricolari, dunque all'interno della capsula, sia dalla capsula stessa o dai dotti di Cowper; in rarissimi casi, le ghiandole potrebbero anche ospitare metastasi.[35][157][158][159] La presenza di tumori potrebbe essere evidenziata, come avviene per la prostata, da un'abnorme produzione di PSA.[35][160][161]

In generale, i fenomeni di iperplasia, cisti parauretrale e neoplasia delle ghiandole bulbouretrali sono più rari rispetto a quelli della prostata, ma più comuni di quelli delle vescicole seminali. Al contrario, le vescicole seminali sono più soggette ad infiammazioni ed infezioni.

#### Catetere
La presenza del catetere urinario aumenta fortemente il rischio di infezioni, poiché ostruisce il drenaggio del secreto uretrale.  Viene inoltre limitato fortemente l'apporto del fattore antimicrobico di Cowper e delle sostanze protettive, con il rischio di lasciare l'epitelio uretrale scoperto verso fenomeni infettivi o infiammatori.  Inoltre, solo nel maschio sono estremamente frequenti i traumi iatrogeni dell'uretra e, conseguentemente, delle ghiandole uretrali e dei relativi dotti.

#### Sintomatologia
I sintomi delle patologie a carico di queste ghiandole sono gli stessi di una uretrite o uretroprostatite, e includono:
- Minzione dolorosa (alguria), difficoltosa (disuria) o entrambe (stranguria)
- Dolore e bruciore uretrale (uretrodinia, uretralgia)
- Perdite di sangue dall'uretra (uretrorragia)
- Secrezioni anomale dall'uretra (uretrorrea)
- Sangue nell'urina (ematuria) e nell'eiaculato (emospermia)
- Forte dolore durante e dopo l'eiaculazione (diseiaculazione) e il rapporto (dispareunia)
- Dolore testicolare o scrotale (scrotodinia)
- Elevata frequenza minzionale (pollachiuria)
- Urgenza minzionale (minzione imperiosa)
- Sensazione di mancato svuotamento (tenesmo vescicale)
- Sconforto vescicale e uretrale
- Ritenzione urinaria, acuta o cronica
- Dolore perineale
- Disturbi della defecazione (dolore, tenesmo rettale)
- Ritenzione fecale, acuta o cronica (soprattutto in caso di siringocele)
- Pus dall'uretra o nell'urina (piuria; soprattutto in caso di infezione o infiammazione purulenta)

In caso di iperplasia o cisti parauretrale grave, o notevole rigonfiamento in seguito ad infezione o traumi (siringocele), le abnormi dimensioni delle ghiandole potrebbero impedire completamente la minzione (anche per conseguente stenosi uretrale) o la defecazione.

## Negli altri animali

### In generale

#### Numero e dimensioni
Le ghiandole bulbouretrali sono presenti nella quasi totalità dei mammiferi, tuttavia la loro entità (e funzione) può variare in modo molto considerevole da un animale all'altro. Seguono alcuni esempi emblematici:
- Nella maggior parte dei mammiferi, queste ghiandole sono affini a quelle umane per funzione, numero e volume (con le dovute proporzioni).[171][172][173] Possibili esempi sono i gatti, i topi e i ruminanti (in particolare, si tende a studiare il toro e il cavallo).[174][175] In generale, le ghiandole uretrali e parauretrali dei topi sono estremamente simili a quelle umane e, pertanto, oggetto di numerose ricerche e studi.[176][177][178] Nei ricci, negli istrici e in altri mammiferi, le ghiandole accessorie sono in numero di quattro.[179][180]
- In certi mammiferi, alcune delle ghiandole bulbouretrali sono degenerate, riducendosi a vestigia e arrivando in alcuni casi anche all'atrofia. Nel caso degli scimpanzé, le ghiandole diaframmatiche sono comparabili a quelle umane, ma le ghiandole accessorie, circa in numero di dieci, sono così piccole da risultare quasi atrofiche, appena visibili (il loro diametro è inferiore al millimetro).[181][182] Nei cani, al contrario, le ghiandole accessorie sono simili a quelle dell'uomo, mentre le ghiandole diaframmatiche sono soggette a fortissima variabilità, passando da dimensioni considerevoli fino ad essere atrofiche, o addirittura del tutto assenti, in alcuni individui.[12][181][183]
- In altri mammiferi, alcune delle ghiandole bulbouretrali si sono sviluppate fino ad assumere dimensioni estremamente notevoli. Nelle iene, le ghiandole diaframmatiche hanno dimensioni comparabili a quelle umane (con le dovute proporzioni), mentre le ghiandole accessorie sono quattro e hanno la stessa dimensione della prostata, con un diametro di circa 4 cm ciascuna.[184][185] Nei cervi e nei suini, le ghiandole diaframmatiche sono così grandi da avvicinarsi alle dimensioni delle vescicole seminali: la loro lunghezza si colloca intorno ai 20 cm, e svolgono innumerevoli funzioni.[12][13] Le ghiandole accessorie sono invece di dimensioni normali, e il loro numero ammonta a quattro.[186][187]

#### Funzione
La funzione delle ghiandole bulbouretrali è identica a quella umana nella grande maggioranza dei mammiferi; esistono, tuttavia, alcune eccezioni:
- Nei mammiferi in cui le ghiandole si sono involute (ad esempio scimpanzé e cani), la loro funzione è divenuta progressivamente meno rilevante, venendo sostituita da altre ghiandole. In alcuni casi, si tratta di ghiandole parauretrali preesistenti (ad esempio prostata, vescicole seminali, ghiandole di Littré, ...), in altri casi di ghiandole differenti e sviluppate per supplire questa mancanza.[12][181] Ad esempio, in alcune specie di scimmia (incluso lo stesso scimpanzé) la loro funzione è stata assunta dalle ghiandole coagulanti dell'uretra.[188][189][190]
- Nei mammiferi in cui le ghiandole sono molto prominenti e notevoli (ad esempio iene, suini e cervi), la loro funzione è divenuta molto rilevante, supplendo o contribuendo a quella di altre ghiandole. In particolare, oltre a secernere il liquido prespermatico, esse contribuiscono alla produzione della stessa eiaculazione e di varie glicoproteine.[186][187]

### Cervi e suini: un caso emblematico
Le ghiandole diaframmatiche di cervi e suini sono considerate tra le principali ghiandole parauretrali accessorie, e possiedono caratteristiche emblematiche, che le differenziano da quelle di molti altri mammiferi. Le ghiandole accessorie sono quattro, di dimensioni non molto diverse da quelle umane (con le dovute proporzioni). Si sottolineano le seguenti peculiarità delle ghiandole diaframmatiche:
- Le loro dimensioni sono molto notevoli, a tal punto da poterle paragonare alle vescicole seminali. Nei suini, il diametro varia tra i 4 cm e i 6 cm, mentre la lunghezza oscilla tra i 15 cm e i 23,5 cm.[7][191] Nel cinghiale, in particolare, sono molto grandi in proporzione al corpo, raggiungendo i 5 cm di diametro per 18 cm di lunghezza.[7][14] Nei cervi, sono ancora più voluminose, con un diametro variabile tra 5 cm e 7 cm, per una lunghezza tra 20 cm e 27 cm.[12][13] Anche la forma è molto simile a quella delle vescicole seminali: sensibilmente allungata, quasi cilindrica, e multilobulata.[186][187]
- Queste ghiandole sono a loro volta costituite da innumerevoli ghiandole otricolari, dal diametro di circa 4 – 5 mm, il cui numero ammonta ad alcune migliaia; la loro forma varia da conica a piramidale.[13][192] A differenza di quanto accade nell'uomo, tuttavia, i dotti bulbouretrali si riversano in un numero variabile (15 - 40) di dotti maggiori per ciascuna ghiandola, che partono dalla zona centrale per dirigersi verso l'uretra bulbare, in cui sboccano; questi condotti misurano 10 - 13,3 cm per un diametro di circa 2 mm.[13][192] La collocazione delle ghiandole otricolari forma innumerevoli lobi nelle ghiandole di Cowper.[187][192]
- Il secreto emesso da queste ghiandole non compone solamente il liquido preseminale, ma anche la stessa eiaculazione. La componente principale è mucina mista ad acido sialico, che una volta introdotta nella vagina della femmina perde la propria consistenza, divenendo una sostanza collosa e gelatinosa.[191][193][194] Viene inoltre emesso glucosio, normalmente riservato alla produzione delle vescicole seminali negli altri mammiferi; all'interno delle ghiandole possono essere infatti ritrovati, oltre ai corpi amilacei, anche agglomerati glicosidici.[191][195] Il volume complessivo dell'eiaculato e del liquido preorgasmico, emesso in 5 - 10 minuti, è molto elevato, raggiungendo i 300 - 380 ml.[194][195]